# Caroline Ruiner
Caroline Ruiner (* 30. Oktober 1979 in Offenbach am Main) ist eine deutsche Soziologin und Wirtschaftswissenschaftlerin an der Universität Hohenheim. Caroline Ruiner war von 2021 Prorektorin für Digitale Transformation und ist seit 2024 Prorektorin für Digitale Transformation und Nachhaltigkeit.

## Leben und Wirken
Caroline Ruiner studierte Soziologie und Betriebswirtschaftslehre an der Universität Frankfurt. 2009 promovierte sie an der Universität Augsburg mit der Arbeit „Paare im Wandel: eine qualitative Paneluntersuchung zur Dynamik des Verlaufs von Paarbeziehungen“ und habilitierte 2018 an der Fakultät für Sozialwissenschaften der Ruhr-Universität Bochum mit der Arbeit „New work and new employment relationships - der Wandel von Arbeit und seine Auswirkungen auf individueller, organisationaler und überbetrieblicher Ebene“.
Nach ihrer Tätigkeit als Juniorprofessorin für Soziologie mit dem Schwerpunkt Arbeits- und Organisationssoziologie an der Universität Trier folgte 2019 die Berufung an die Fakultät Wirtschafts- und Sozialwissenschaften der Universität Hohenheim.

## Hauptforschungsgebiete
Caroline Ruiner ist Leiterin des Fachgebietes Soziologie am Institut für Bildung, Arbeit und Gesellschaft der Universität Hohenheim. Sie forscht schwerpunktmäßig zum Wandel von Arbeit und die Auswirkungen von Veränderungen im Zuge von Digitalisierungsprozessen auf individueller, organisationaler und überbetrieblicher Ebene.

## Mitgliedschaften (Auswahl)
In der akademischen Selbstverwaltung Hohenheims engagierte sich Caroline Ruiner von 2020 bis 2021 als Geschäftsführende Direktorin des Instituts für Bildung, Arbeit und Gesellschaft und seit Oktober 2020 als Sprecherin des Forschungsschwerpunkts „Work, Digitalization and Sustainability“. Sie ist Gründungsmitglied im Women and Gender Forum (WAG) der Society for the Advancement of Socio-Economics (SASE).
Caroline Ruiner ist seit 2021 Prorektorin für Digitale Transformation an der Universität Hohenheim und damit die erste Person, die dieses Amt bekleidet. Sie wurde 2023 in diesem Amt bestätigt. 2024 wurde das Prorektorat um den Nachhaltigkeitsfokus erweitert.

## Publikationen (Auswahl)
- Soziologie: Theorien, Methoden und Teildisziplinen, Uni-Taschenbücher GmbH und Wilhelm Fink GmbH & Co. Verlags-KG 2024 DOI:10.36198/9783838560731
- The Meaning of Food: Bedeutungskonstruktion von Lebensmitteln durch Plattformen, 2023 DOI:10.17879/sun-2023-4954
- Genossenschaften von Solo-Selbstständigen als neue Arbeitsmarktorganisationen, 2022 DOI:10.1515/zfsoz-2022-0002
- New work and new employment relationships – der Wandel von Arbeit und seine Auswirkungen auf individueller, organisationaler und überbetrieblicher Ebene, Habilitationsschrift Ruhr-Universität Bochum 2018
- Arbeits- und Industriesoziologie, Uni-Taschenbücher GmbH und Wilhelm Fink GmbH & Co. Verlags-KG 2016 ISBN	978-3-8385-4652-0